# Акт согласия
Акт согласия (англ. Act of Accord) — компромисс, принятый английским парламентом 25 октября 1460 года, передавший право наследования английского престола Ричарду, герцогу Йоркскому. Согласно Акту, после смерти государя корона бы переходила к Ричарду и его наследникам, а не доставалась сыну Генриха Эдуарду Вестминстерскому.
Маргарита Анжуйская, жена Генриха VI, не желала мириться с лишением своего сына прав на престол. Также ей удалось сохранить лояльные отношения с Ланкастерами. 30 декабря 1460 года произошла битва при Уэйкфилде, в которой войско Ланкастеров одержало уверенную победу, а сам Ричард, герцог Йоркский был убит в сражении. Месяцем позже в битве при Мортимерс-Кросс армия Ланкастеров была разбита, а сын Ричарда Эдуард проложил дорогу к своей коронации.
31 октября парламент даровал Йорку титулы: Принц Уэльский и граф Честер, герцог Корнуолльский и лорд-протектор.